# Ниси-Такасимадайра (станция)
Станция Ниси-Такасимадайра (яп. 西高島平駅 ниси такасимадайра эки) — железнодорожная станция на линии Мита расположенная в специальном районе Итабаси, Токио. Станция обозначена номером I-27. Конечная станция линии Мита. На станции установлены автоматические платформенные ворота.

## Планировка станции
Две платформы бокового типа и 2 пути.
| 1 | ○ Линия Мита | Сугамо, Отэмати, Мэгуро, Хиёси |
| 2 | ○ Линия Мита | Сугамо, Отэмати, Мэгуро, Хиёси |

## Близлежащие станции
| «                 |  | Линия      |  | »                |
| ----------------- |  | ---------- |  | ---------------- |
| Син-Такасимадайра |  | Линия Мита |  | Конечная станция |